# Ставеніссе
Ставеніссе (нід. Stavenisse) — село в нідерландській провінції Зеландія. Входить до муніципалітету Толен.
Його площа — 11,32 км², а населення станом на 2021 рік становило 1710 осіб.
Перша згадка про населений пункт датується 1206 роком.

## Галерея

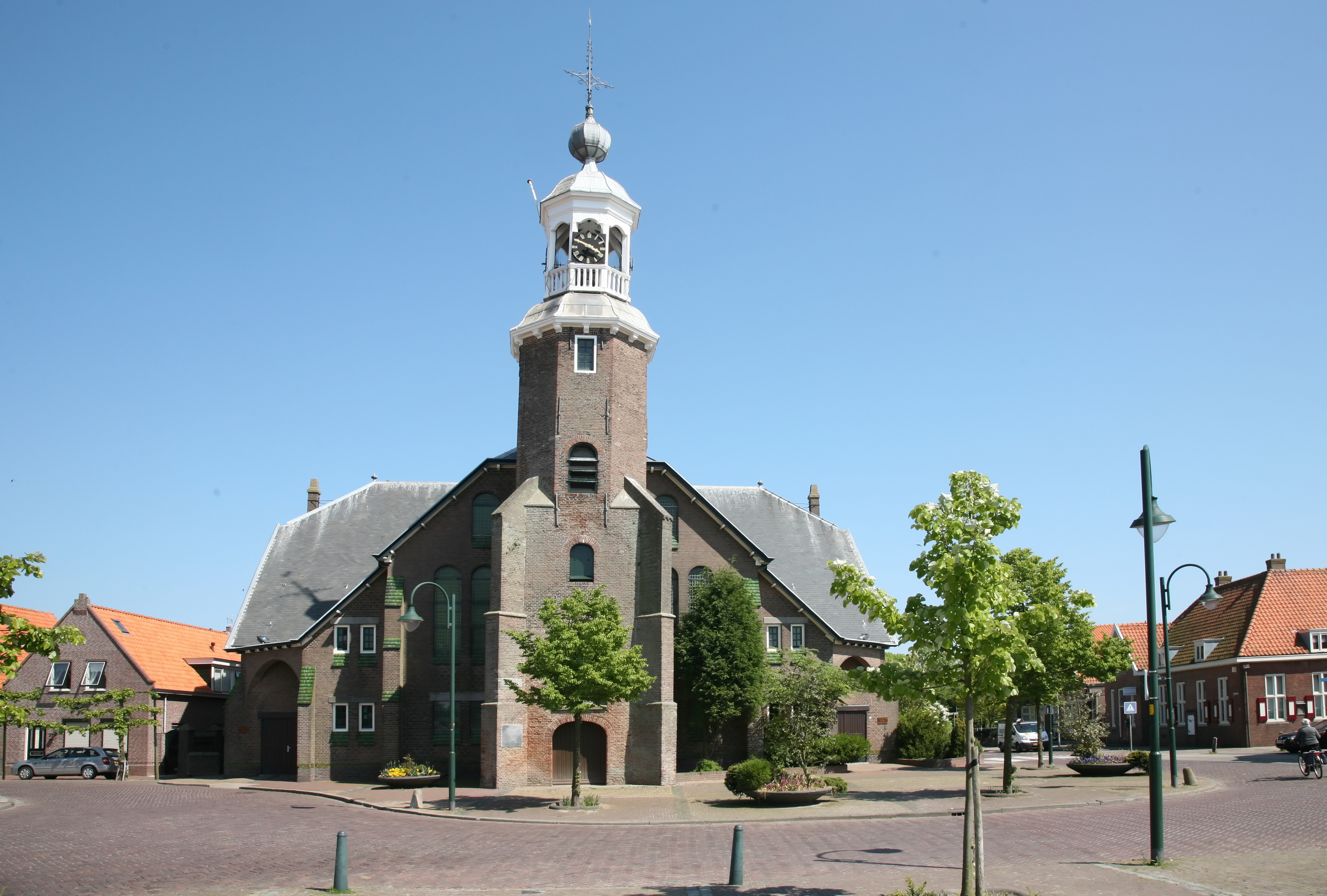
Реформістська церква
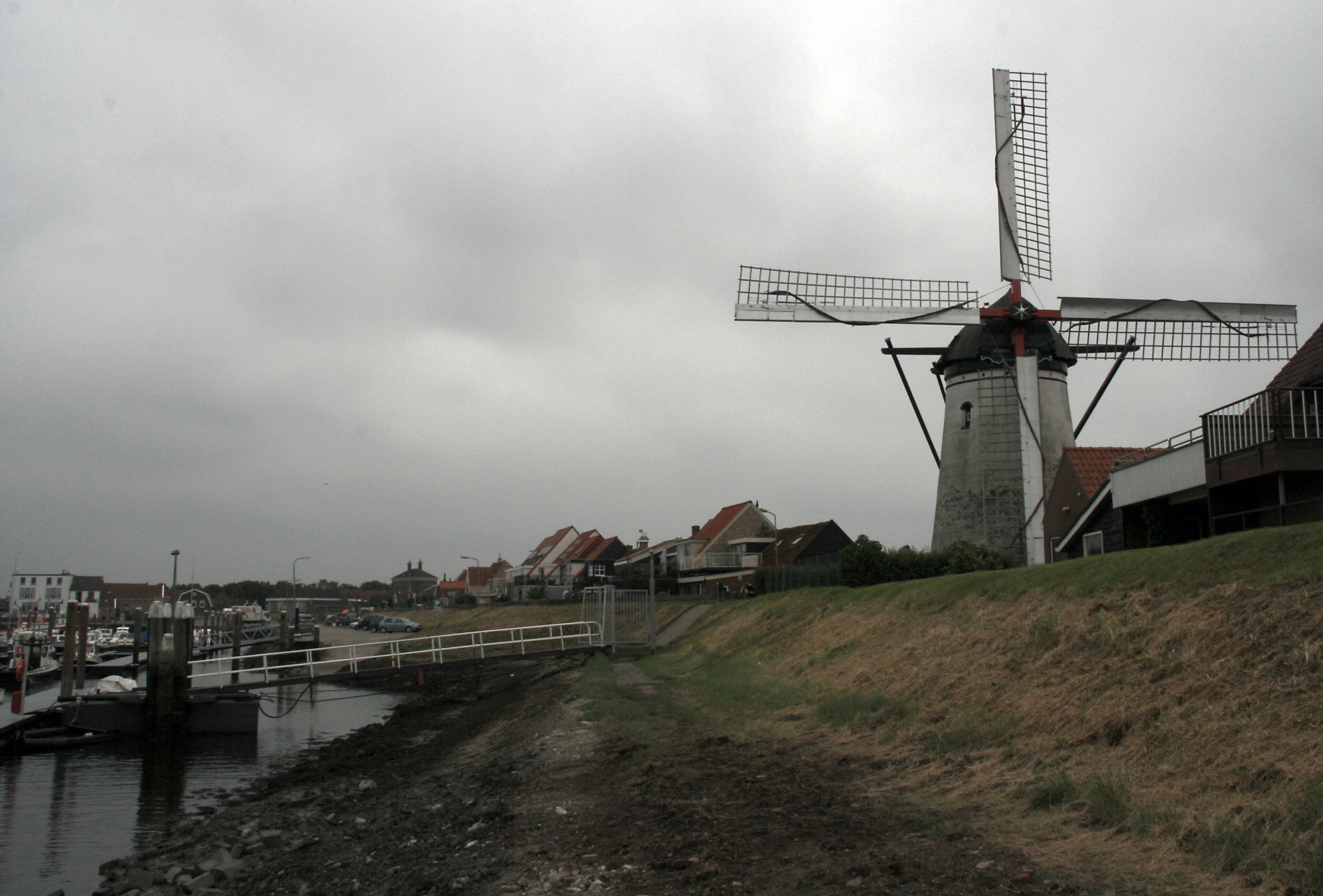
Вітряк і сільська гавань
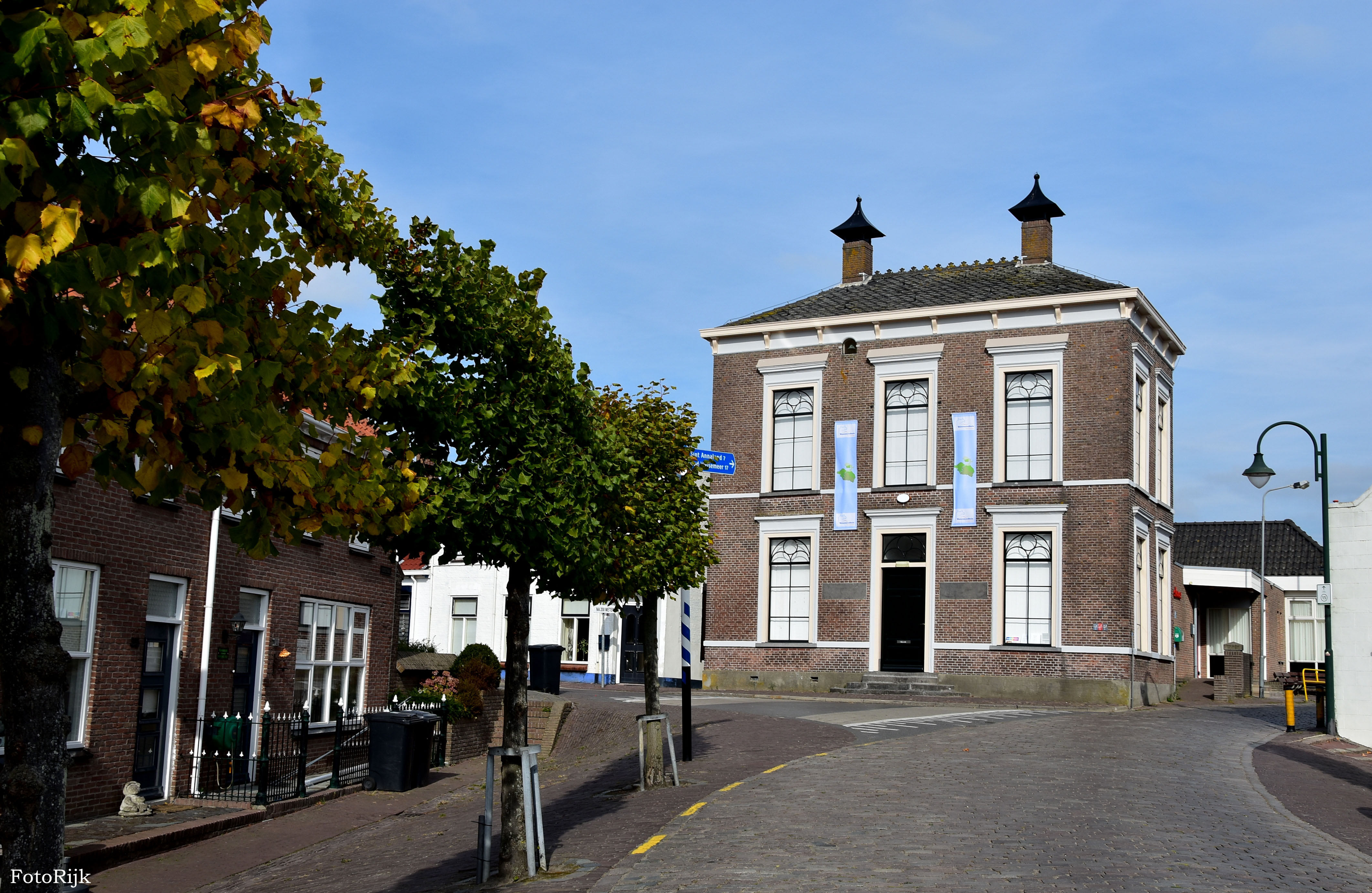
Будівля колишньої мерії
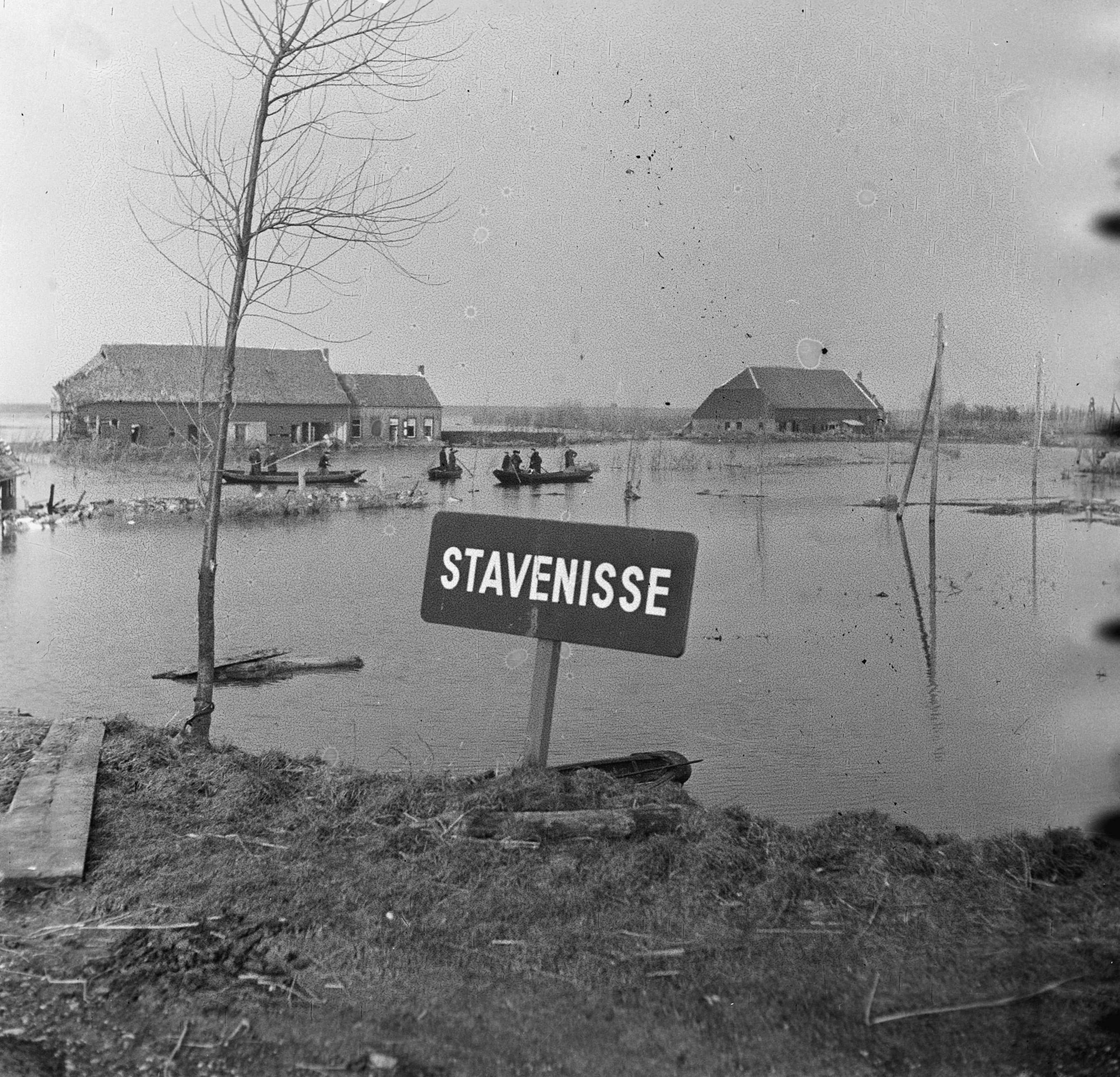
Повінь у селі (17 лютого 1953)